# Sydlig pudu
Sydlig pudu eller chilensk pudu (Pudu puda) är en däggdjursart som först beskrevs av Molina 1782.  Pudu puda ingår i släktet puduhjortar och familjen hjortdjur. Inga underarter finns listade.
Sydlig pudu nämns i de flesta källor som världens minsta hjortdjur (bland annat av Carwardine). Enligt andra aktoriteter är den nordliga pudun minst.

## Utseende
Arten når en kroppslängd (huvud och bål) av 75 till 90 cm, en mankhöjd av 35 till 45 cm, en svanslängd av cirka 8 cm och en vikt mellan 6,5 och 13,5 kg. Hannarnas horn är enkla stänger som blir 7 till 10 cm långa. Den något styva pälsen har en rödbrun till mörkbrun färg på ovansidan som blir ljusare fram till buken. Hos sydlig pudu förekommer orange läppar och dessutom är öronens insidor orange. Liksom den andra arten i samma släkte har djuret korta extremiteter. Huvudet kännetecknas av små ögon och små avrundade öron. På ungarnas rödaktiga päls förekommer vita punkter som bildar linjer. Punkterna försvinner efter ungefär tre månader.

## Utbredning
Sydlig pudu förekommer i centrala Chile och i västra Argentina vid Andernas sluttningar samt i det angränsande låglandet. Arten hittas även på ön Chiloé. I Anderna når hjortdjuret 1700 meter över havet. Habitatet utgörs främst av städsegröna skogar.

## Ekologi
Födan utgörs av gröna växtskott, frukter, blommor och örter.
Individerna är främst aktiva på morgonen, på eftermiddagen och fram till kvällen men de söker efter föda även under andra dagstider. Reviret är vanligen 16 till 26 hektar stort. För att komma fram i den täta undervegetationen används stigar som antingen arten skapat själv genom att tränga undan växtligheten eller som skapats av andra djur. Sydlig pudu kan klättra upp på lutande trädstammar när den känner sig hotad. En individ som blir skrämd öppnar sina tårkörtlar. Arten jagas bland annat av puman, av kodkod och av Darwinräv.
Under parningstiden strider hannarna mot varandra om rätten att para sig. De står på sina bakben och slår huvuden mot varandra. Den som vinner bildar ett monogamt par med honan. Honan är dräktig i cirka sju månader varefter en enda unge föds mellan november och januari (sommar på södra jordklotet). Ungen diar sin mor cirka 2 månader och efter cirka 3 månader är den lika stor som de vuxna djuren. Könsmognaden infaller hos honor efter ungefär 6 månader och hos hannar efter 8 till 12 månader. Ungen lämnar honan efter 8 till 12 månader.

## Status
Det största hotet mot arten utgörs av skogsavverkningar. Introducerade djur som vildsvin, nötkreatur och andra hjortdjur gör undervegetationen mindre tät, något som gör området olämplig för sydlig pudu. Flera individer faller offer för tama eller förvildade hundar. Några exemplar dödas i viltolyckor i trafiken och genom tjuvjakt. I regionen där sydlig pudu lever förekommer flera naturskyddsområden. IUCN kategoriserar arten globalt som nära hotad.